# 操 (岡村靖幸のアルバム)
『操』（みさお）は、岡村靖幸の8枚目のオリジナルアルバム。2020年4月1日にV4 Record／SPACE SHOWER MUSICより発売された。

## 概要
オリジナルアルバムとしては前作『幸福』より4年振りに発売された。
前作に引き続き、2019年12月23日付の『朝日新聞』朝刊にて2面の全面カラー広告で本作が告知された。仕様形態やジャケット等詳細は発表されたが、収録曲詳細は前作同様、事前発表がなく、アルバム発売をもって解禁となった。
アルバムタイトルの「操」について公式サイトでは、「自分の意志、主義を貫いて、誘惑や困難に負けないこと」という意味であることを記載している。
ジャケットアートワークは前作も手がけた現代美術家の会田誠によるもので、タイトル案を岡村から聞き、21世紀の幕開けを切り取るような生命力のある画を描き下ろした。
本作は前作同様、ダウンロード・ストリーミングはアルバム発売と同時に行わず、ダウンロードは5月15日、ストリーミングは8月26日に解禁された。また大手レンタルショップを含めて非レンタル商品となっている。
通常盤、オンラインストア（SPACE SHOWER STORE）で受注生産限定の『デラックスエディション』（内容は後述）の2タイプで発売。『デラックスエディション』は発売告知日から翌年2月10日迄期間限定で受注が行われた。
アナログ盤が4月4日より開催予定「岡村靖幸 2020 SPRING ツアー「操」」会場限定で販売を予定していたが新型コロナウイルス感染症の影響で中止・延期となり、4月28日より通販限定で先行販売された。
本作は当初、発売は3月25日を予定していたが、1週間後倒しの4月1日発売となった。

## 完全受注生産デラックスエディション収録内容
- 紙ジャケット仕様「操」CD
- カバー作品集「思い出白書 （pirated edition）」

1. Can't Hide Love
2. All in Love Is Fair
3. 慕情
途中で「Lovin' You」へと変わる。
4. じれったい
5. Paper Doll
6. 都会
7. Man On the Earth
8. シルエット・ロマンス
9. 迷信

- サコッシュ（岡村本人の描いたピーチマーク、サイン、「操」の文字を14オンスのブラック・コットンにプリントしたもの）

## 収録曲
| 全作曲・編曲: 岡村靖幸。 |                          |                           |            |      |
| #                        | タイトル                 | 作詞                      | 作曲・編曲 | 時間 |
| 1.                       | 「成功と挫折」           | 岡村靖幸                  | 岡村靖幸   | 5:09 |
| 2.                       | 「インテリア」           | 岡村靖幸                  | 岡村靖幸   | 3:32 |
| 3.                       | 「ステップアップLOVE」   | DAOKO・岡村靖幸           | 岡村靖幸   | 4:28 |
| 4.                       | 「セクシースナイパー」   | 岡村靖幸                  | 岡村靖幸   | 4:42 |
| 5.                       | 「少年サタデー」         | 岡村靖幸                  | 岡村靖幸   | 5:00 |
| 6.                       | 「遠慮無く愛してよ」     | 岡村靖幸                  | 岡村靖幸   | 4:31 |
| 7.                       | 「マクガフィン」         | 宇多丸・Mummy-D・岡村靖幸 | 岡村靖幸   | 4:52 |
| 8.                       | 「レーザービームガール」 | 岡村靖幸                  | 岡村靖幸   | 4:51 |
| 9.                       | 「赤裸々なほどやましく」 | 岡村靖幸                  | 岡村靖幸   | 3:50 |
| 合計時間:                | 合計時間:                | 合計時間:                 | 40:55      |      |

## 楽曲解説
1. 成功と挫折
小山田圭吾とゴンドウトモヒコが演奏に参加している[17]。
2. インテリア
3. ステップアップLOVE（4:28）
作詞：DAOKO・岡村靖幸
DAOKOとのコラボレーションシングル。「インテリア」のアウトロから曲間を空けず、イントロが長くなったアルバムバージョンとなっている。
4. セクシースナイパー
31stシングルのカップリング曲
5. 少年サタデー
31stシングル
6. 遠慮無く愛してよ
7. マクガフィン
32ndシングル。RHYMESTERとのコラボレーションシングル。「岡村靖幸さらにライムスター」名義。
8. レーザービームガール
9. 赤裸々なほどやましく

## タイアップ
- テレビアニメ「血界戦線 & BEYOND」エンディングテーマ(#3)
- TBS系情報ワイド・バラエティ番組『王様のブランチ』テーマソング(#5)

## チャート成績
2020年3月31日付のオリコンデイリーアルバムランキングで8,907枚を売り上げ、初登場2位を獲得。
2020年4月13日付のオリコン週間アルバムランキングでは12,523枚を売り上げ、初登場3位を獲得し、2020年4月13日付のオリコン週間合算アルバムランキングでは12,523ptで初登場6位を獲得した。
2020年4月20日付のBillboard Japan Hot Albumsでは初登場10位を獲得した。